# Sissel Kyrkjebø
Sissel Kyrkjebø, född 24 juni 1969 i Bergen, Norge, är en norsk sångerska.

## Biografi
Kyrkjebø började sjunga i barnkör vid nio års ålder och som elvaåring vann hon sin första lokala talangtävling. Under uppväxten påverkades hon av flera musikgenrer; föräldrarna var intresserade av country och klassisk musik, medan bröderna föredrog rock. Själv anser hon att hon låtit sig inspireras mycket av Barbra Streisand.
1983 uppträdde Sissel Kyrkjebø för första gången i tv, tillsammans med en kör i det norska programmet Halvsju. Senare under året medverkade hon i allsångsprogrammet Syng med Oss. 1984 sjöng hon solo i tv vid ett flertal tillfällen och kom under året i kontakt med sin blivande manager, Rune Larsen. 1986 uppträdde hon i pausen under Eurovision Song Contest som arrangerades i Grieghallen i Bergen. Samma år gavs hennes första album, Sissel, ut och tidningen Dagbladet utnämnde henne till årets namn. 1987 släppte hon julalbumet Glade jul, som innehåller flera traditionella julsånger. Albumet sålde i över en halv miljon exemplar.
Under hösten 1988 flyttade Kyrkjebø till Oslo för att spela Maria von Trapp i den norska versionen av Sound of Music. År 1989 gjorde hon Ariels röst till Den Lilla Sjöjungfrun på norska och svenska, samt hennes sångröst på danska.
1994 uppträdde Kyrkjebø under öppnings- och avslutningsceremonierna vid Vinter-OS i Lillehammer. Under samma OS befann sig tenoren Plácido Domingo i Norge. Under sin vistelse där spelade han tillsammans med Kyrkjebø in låten Fire in your heart, en engelsk version av Kyrkjebøs låt "Se ilden lyse". Plácido bjöd därefter in Kyrkjebø att medverka i sin årliga julkonsert i Wien. Konserten sändes på TV i flera europeiska länder. 1997 turnerade Kyrkjebø med den iriska gruppen The Chieftains i USA, där de bland annat uppträdde i The Late Show med David Letterman. Under sommaren deltog hon i inspelningen av filmmusiken till långfilmen Titanic. Soundtracket till Titanic såldes i över 24 miljoner exemplar världen över. 2007 medverkade hon vid en julkonsert med Mormon Tabernacle Choir i Salt Lake City. Skivan Spirit of the Season nominerades för en Grammy.

### Privatliv
Den 21 augusti 1993 gifte sig Sissel Kyrkjebø med den danske artisten Eddie Skoller i Mariakyrkan i Bergen. Paret skilde sig 2004. De fick två barn tillsammans. 2005 blev hon riddare av Sankt Olavs orden.
I augusti 2013 gifte hon sig med advokaten och skatteexperten Ernst Ravnaas.

## Diskografi

### Soloalbum
- 1986 – Sissel
- 1987 – Glade jul
- 1989 – Soria Moria'
- 1989 - CHESS MUSICAL 1989 Chess In Concert @ Skellefteå, Sweden, (september)
- 1991 – Amazing Grace (Japansk utgåva)
- 1992 – Gift Of Love
- 1993 – Vestland, Vestland (Japansk utgåva)
- 1994 – Innerst i sjelen (Brittisk utgåva: Deep Within My Soul)
- 1998 – Fire In Your Heart (Japansk utgåva med största hits)
- 2000 – All Good Things
- 2001 – Sissel in Symphony
- 2002 – Sissel (USA-utgåva)
- 2003 – My Heart
- 2005 – Nordisk Vinternatt
- 2006 – Into Paradise (Brittisk utgåva)
- 2006 – De beste, 1986–2006 (Nordisk utgåva med största hits)
- 2010 – ...til deg...

### Soundtrack
- 1986 – Drømmeslottet
- 1990 – Den lille havfruen (röst till Ariel på de norska,[3] svenska[4] och danska[4] utgåvorna)
- 1996 – Pinocchios äventyr
- 1997 – Titanic
- 1998 – Long Journey Home (med The Chieftains)
- 1998 – Back to Titanic
- 2000 – Summer Snow
- 2001 – Flyvende Farmor
- 2002 – Evelyn
- 2002 – The Forsyte Saga
- 2004 – Vanity Fair
- 2005 – 37 1/2

### Julalbum
- 1987 – Glade jul
- 1989 – Julen är här (med Tommy Körberg)
- 1995 – Christmas in Vienna III (med Plácido Domingo och Charles Aznavour, aka Vienna Noel)
- 1996 – Julekonserten
- 1999 – Julekonserten 10 år
- 1999 – Silent Night: A Christmas in Rome (med The Chieftains)
- 2007 – Spirit of the Season (med Mormon Tabernacle Choir)
- 2009 – Strålande jul (med Odd Nordstoga)

### Andra album
- 1988 – "Folket som danser" (singel från Sigvart Dagslands album Seculum Seculi)
- 1990 – LIVE (med Oslo Gospel Choir)
- 1998 – "Prince Igor" (med Warren G, singel från The Rapsody Overture)
- 1998 – "Bachianas brasileiras" (singel från Gli Scapolis album Everything Must Change)
- 1999 – "Siuil A Run" (singel från The Chieftains album Tears of Stone)
- 2001 – "Elia Rising" (singel från Sort Sols album Snakecharmer)
- 2001 – "Vinterbarn" (singel från Proffenes album Handsfree)
- 2002 – Sacred Songs (med Plácido Domingo)
- 2003 – "Ave Maria" (Franz Schuberts komposition sjungen i duett med Bryn Terfel från albumet Bryn Terfel Sings Favourites)

## Priser och utmärkelser
- 1986 – Spellemannprisen, "Årets spellemann"[5]
- 1986 – "Årets navn" i Dagbladet
- 1986 – "Årets artist" i tidningen VG[5]
- 2006 – St. Olavs Orden, Ridder av 1. klasse[5]
- 2006 – Spellemannprisen, "Juyens hederspris"[5]
- 2007 – "Beste kvinnelige artist" i NRK's TV-program "Topp 10"[6]
- 2011 – Gammleng-prisen, "Åpen klasse"[7]